# Catedral de Santa Teresa de Ávila (Subotica)
La Catedral de Santa Teresa de Ávila (en serbio: Katedrala Svete Terezije Avilske) es una catedral y basílica menor católica ubicada en Subotica, Serbia, que constituye la sede de la diócesis de Subotica. Está dedicada a Santa Teresa de Ávila. La catedral fue construida entre 1773 y 1779 en el estilo barroco. En ese momento, Subotica era parte de la monarquía de los Habsburgo. El edificio fue diseñado por el arquitecto Franz Kaufmann de Pest. El altar está decorado con varios cuadros de Josef Schoefft, una pintura de la Sagrada Familia de Kasper Schleibne, y una pintura de la Vera Cruz de Emmanuel Walch. 